# Lin Huiyin
 (octobre 2020).
Si vous disposez d'ouvrages ou d'articles de référence ou si vous connaissez des sites web de qualité traitant du thème abordé ici, merci de compléter l'article en donnant les références utiles à sa vérifiabilité et en les liant à la section « Notes et références ».
Dans ce nom, le nom de famille, Lin, précède le nom personnel.
Lin Huiyin (en chinois : 林徽因, born 林徽音 ; pinyin : Lín Huīyīn), connue également sous le nom de Phyllis Lin Lin ou Whei-yin, née le 10 juin 1904 et morte le 1er avril 1955, est une architecte, une enseignante en architecture, et une femme de lettres chinoise L'artiste américaine Maya Lin est sa nièce.

## Biographie
Lin est née à Hangzhou. Elle a la chance de recevoir une éducation approfondie, en raison de l’aisance de sa famille. Elle est en mesure également de voyager avec son père. Elle prolonge ses études en Angleterre et aux États-Unis. Elle fait la connaissance à Londres du  poète chinois Xu Zhimo. Elle se consacre déjà à l’écriture : vers libre ou prose. En 1924, elle est inscrite à l'université de Pennsylvanie, où elle travaille également comme assistante à temps partiel dans le département d'architecture. Elle effectue ces études avec son futur mari, Lin Liang Sicheng, qu’elle connaît depuis l’enfance. Ne pouvant étudier à l'École d'architecture, non admise en tant que femme, elle s’inscrit donc à l'École des Beaux-Arts,. 
De retour en Chine, elle se consacre à la formation en architecture, jouant un rôle de pionnière en la matière. Elle enseigne à l’université du Nord-Est puis à l’université Qinghua de Pékin. Elle s’implique profondément dans l’histoire de l’architecture traditionnelle chinoise. Plus anecdotiquement, elle est la première femme en Chine à monter sur le toit du Temple du Ciel, pour l’étudier. Elle est également, avec son mari, une pionnière de l’architecture moderne dans son pays natal, concevant notamment le logement des étudiantes à l’université de Pékin, un édifice remarquable par sa rationalité, sa composition volumétrique et ses façades épurées.
À la suite de l’invasion japonaise de la Mandchourie en 1931, puis à l’arrivée des japonais aux portes de Pékin en 1937, Lin Huiyin et son mari coupent court à leur avenir prometteur dans les travaux de restauration des sites du patrimoine culturel de Pékin, abandonnent leur résidence de la cour à Pékin et choisissent l’exode, avec leurs enfants, dans les villes de Tianjin, Kunming, et enfin Lizhuang en 1940. En 1949, Lin Huiyin redevient professeur d'architecture à l'université de Tsinghua. Elle est  impliquée dans la conception du drapeau national chinois, l'emblème national de la République populaire de Chine, et du monument aux Héros du Peuple situé sur la place Tiananmen. Elle meurt en 1955 de la tuberculose.